# Le Roman de Silence

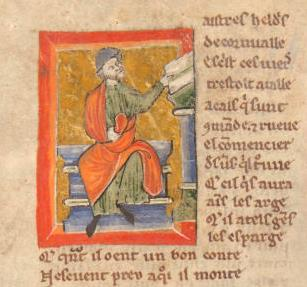
Heldris de Cornüalle

Le Roman de Silence est un roman de Heldris de Cornouailles, daté de la fin du XIIe siècle ou du début du XIIIe siècle, en vers octosyllabiques.
Le nom de l'auteur, qui renvoie à l'univers arthurien, est sans doute un pseudonyme. Le roman raconte les aventures de Cador, héritier du comté de Cornouailles, puis de son enfant Silence. Le roman mêle l'univers arthurien, dominant, à des éléments provenant des chansons de geste, des romans antiques, ou des fabliaux.

## Résumé
À la suite de la querelle de deux chevaliers s'étant disputés à propos du droit d'aînesse de leurs épouses, Ebain, le roi d'Angleterre, interdit aux femmes d'hériter. Cador, comte de Cornouailles, décide alors que, pour pallier cette injustice, son enfant sera élevé comme un garçon, peu importe son sexe à la naissance. La figure allégorique de Nature s'emploie ensuite à façonner le corps de l'enfant à naître en lui donnant l'apparence d'une femme parfaite : avec un joli visage aux joues vermeilles, un long cou blanc, des cheveux bruns et raides, des hanches rondes, des jambes droites et des orteils délicats. Lorsque l'enfant vient au monde, Cador décide de le baptiser Silence, afin qu'il sache taire sa nature. Il décide ensuite de le cacher pour le faire élever comme un garçon chez son sénéchal afin de préserver ses droits et ses biens patrimoniaux. 
En grandissant, Silence devient le centre d'un débat entre la figure allégorique de Nature, qui l'encourage à vivre selon son sexe, et la figure de Norreture (« l'éducation »), qui l'exorte plutôt à poursuivre son éducation masculine. Silence conclut que son identité masculine qui lui confère plus de privilèges mais, en proie à une crise identitaire, finit par s'enfuir en France en prenant le nom de Malduit (« mal instruit » mais aussi, selon certaines interprétations, « instruit comme un mâle »). Sous le mentorat de deux trouvères, Silence devient un jongleur talentueux, à tel point que ses compagnons deviennent jaloux et complotent de tuer leur pupille. Après avoir eu vent de leurs plans, Silence les confronte et retourne chez son père, qui peine à reconnaître son enfant. À ce moment, le roi, charmé par les talents de musicien de Silence, l'invite à sa cour. La reine, Eufeme, en tombe éperdument amoureuse. Elle lui fait des avances et prétexte une maladie afin que Silence vienne jouer de la harpe pour la guérir. Une fois seule avec ce qu'elle croit être un jeune homme, Eufeme lui fait des avances et tente de l'embrasser. Silence la repousse, mais la reine insiste. Humiliée et mortifiée par le rejet de Silence, la reine commence par supposer son impuissance puis son homosexualité, avant de l'accuser de viol devant le roi. Ne pouvant se résoudre à punir Silence, Ebain fait envoyer le jongleur auprès du roi de France et lui demande de porter une lettre intimant le souverain français de lui offrir accueil et protection. Or, Eufeme substitue la lettre par une autre, qui affirme que Silence a déshonoré le roi Ebain de manière si honteuse qu'il n'ose pas le consigner par écrit, et demande au roi de France de le mettre à mort à son arrivée à la cour.
Une fois en France, Silence reçoit le baiser de paix de la part du souverain. Le roi de France ouvre ensuite la lettre du roi Ebain, et découvre avec stupeur qu'il doit exécuter son hôte. Il convoque alors auprès de lui ses comtes pour discuter de la décision à prendre. Ils concluent ensemble que Silence a fait part d'une grande courtoisie à l'égard de la cour à son arrivée en France, et que ce jugement de son caractère doit prévaloir sur des accusations sans fondement. Après que les faits ont été démentis par le roi Ebain, Silence obtient le droit de rester à la cour du roi de France, où il excelle à la chevalerie. Il sera finalement adoubé par le souverain français.
Aux prises avec des rébellions vassaliques, le roi Ebain rappelle Silence auprès de lui. Le roi de France laisse partir le chevalier nouveau à contre-cœur, et le fait accompagner par trente autres chevaliers. Silence combat vaillemment les barons rebelles et sauve la vie du roi. De retour à la cour d'Ebain, la reine Eufeme tente une nouvelle fois de séduire Silence, qui se refuse toujours à elle. Enragée, Eufeme se tourne alors de nouveau vers le roi, et lui conseille d'envoyer Silence à la quête de Merlin. La reine est convaincue de ne jamais revoir le chevalier, puisque Merlin avait prophétisé ne pouvoir être pris que par « ruse de femme ». Silence erre à la recherche de Merlin pendant plus de six mois, avant de rencontrer un homme des bois (que certains critiques ont interprété comme étant Merlin lui-même) qui lui indique les étapes à suivre pour capturer l'enchanteur. Silence s'exécute et ramène Merlin avec lui à la cour d'Ebain. L'enchanteur révèle alors au roi que la reine le trompe avec un homme portant des habits denonne et que Silence est en réalité de sexe féminin. Incrédule, le roi fait déshabiller Silence devant la cour. Nature, triomphante sur Norreture, prend trois jours pour enlever toutes les traces d'éducation masculine sur le corps de Silence.
Après la révélation de la véritable identité de Silence par Merlin, le roi fait écarteler la reine et son amant, et épouse Silence.

## Le manuscrit
Le manuscrit qui contient le Roman de Silence contient dix-huit histoires en français, dont sept romans et dix fabliaux : parmi ces histoires, outre le Roman de Silence, Le Roman de Troie de Benoît de Sainte-Maure, Ille et Galeron de Gautier d'Arras, La Chanson d'Aspremont, une partie du Roman d'Alexandre, La Vengeance Raguidel, ainsi que des fabliaux de Gautier le Leu, de Raoul de Houdenc et de Marie de France.
Le texte ne nous a été conservé que par un seul manuscrit, daté du milieu du XIIIe conservé à la bibliothèque Wollaton de l'université de Nottingham ; redécouvert en 1911, sa première édition moderne date de 1972. On ne connait de son auteur que le nom de l'auteur, rien de son histoire n'a été retrouvé.
Il a été traduit en français moderne par Florence Boucher. Le texte se présente sous la forme de 6 706 vers octosyllabiques à rimes plates.

### Le texte
La date de composition originale du texte a été estimée comme étant assez rapprochée de la date du manuscrit. Henry Ravenhall l'estime entre 1169 et 1206, potentiellement plus proche de la fin de cette fourchette que vers le début.

## Analyse et commentaires
Le Roman de Silence s'intègre dans un questionnement général et courant dans la littérature du XIIIe siècle sur la primauté de Nature ou de Culture (« Norreture » en ancien français) ; un débat qui inspirera les débats plus modernes sur l'inné et l'acquis. Les deux concepts ne sont toutefois pas superposables dans l'acception moderne de leur sens, et bien que souvent présents dans les romans de cette époque, ils ont parfois été traduits de façon trop littérale : « Nature » renvoie en partie pour cette époque à la notion de divinité, de création originelle des choses et de l'orientation qui leur est données par le Créateur. Dans les siècles suivants sa signification évolue pour désigner « les choses créées par Dieu », avant d'arriver progressivement à la définition moderne. « Norreture » renvoie à l'éducation et à l'empreinte des actions humaines sur les choses.
La décision du père de Silence d'en faire un garçon est une réaction à l'injustice perçue à la suite de la décision du Roi d'Angleterre d'interdire aux filles d'hériter. À cette époque la pratique n'est pas du tout répandue. Il faut alors lui faire changer d'habits, mais la distinction entre habits d'hommes et de femmes n'est alors pas aussi visible qu'aujourd'hui : hommes comme femmes portent des tuniques longues, celles des hommes étant pourvues d'une fente et celles des femmes suffisamment longues pour recouvrir toujours les chevilles pour en dissimuler la charge érotique. La différenciation marquée de tenues de femmes avec l'apparition de décolletés et d'un affinement de la taille ne se produira qu'après 1330.
En tant que personnage dont l'expression de genre est trouble, fille travestie, garçon mal-né, ou tout autre terme pour désigner la délicate question de l'identité du  personnage, Silence transgresse, questionne et bouleverse les normes de genre de son époque. Elle excelle dans des activités perçues comme masculines : jongleur puis chevalier. La tentative de séduction de la part de la reine conduit en outre le texte à jouer avec la délicate question au Moyen Âge des rapports entre personnes de même sexe, assimilable à de l'homosexualité. La possibilité d'une virilisation d'un personnage féminin suggère en creux la possibilité inverse : celle de la féminisation d'un personnage masculin. La délicate question de la sexualité féminine, du sexe féminin, de l'existence et de la présence des femmes dans un système d'héritage basé sur la primogéniture masculine, soit une famille agnatique, provoque la transgression au sein de la narration. Il s'agit alors de garder des secrets, de conserver le silence, ce à quoi le prénom du personnage principal fait directement référence. Mais si le silence protège Silence, il est également la cause de ses malheurs, lorsque la reine l'accuse à tort. Cette figure de la reine manipulatrice et accusatrice, calquée sur le modèle de la femme de Putiphar, est par ailleurs courante dans la littérature médiévale. Seul l'aveu final conduit à un retour à ce qui est perçu comme l'ordre naturel, avec la condamnation de la reine mensongère, l'attribution définitive d'un rôle féminin à Silence et ses noces avec le roi.
Deux romans contemporains, L'Enfant de sable (1985) de Tahar Ben Jelloun et Le Chevalier Silence (1997) de Jacques Roubaud, présentent des similitudes avec le texte médiéval.

### Édition et traduction
- Le Roman de Silence. A Thirteenth Arthurian Verse-Romance by Heldris de Cornuälle, L. Thorpe, Heffer & Sons, 1972.
- Le Roman de Silence, trad. Florence Bouchet, dans Récits d'amour et de chevalerie, XIIIe – XVe siècle, Robert Laffont, coll. « Bouquins », 2000.
- Le Roman de Silence, Danièle James-Raoul (éd.), Honoré Champion, coll. « Classiques français du Moyen Âge », 2023 [en français d'époque].
  - Florence Bouchet, « Le silence de la travestie : un extrait du Roman de Silence (XIIIe siècle) traduit de l’ancien français », Clio. Histoire, femmes et sociétés, numéro 10-1999, Femmes travesties : un « mauvais » genre. [lire en ligne]
  - Il romanzo di Silence, Anna Airò (éd.), Carocci, « Biblioteca medievale » Rome, 2005

### Études
- Catherine L. White, « Women and Their Fathers in Three French Medieval Literary Works », Medieval Feminist Forum, 24, n° 1, 42-45, 1997. [lire en ligne]
- Kristin L. Burr, « A Question of Honor: Eufeme's Transgressions in Le Roman De Silence », Medieval Feminist Forum, 38, n° 1 , 28-37, 2004. [lire en ligne]
- Silvère Menegaldo, Danièle James-Raoul, « Heldris de Cornuälle, Le roman de silence », Cahiers de recherches médiévales et humanistes, 12 | 2005. [bibliographie détaillée]
- Silvère Menegaldo, « Merlin et la scolastique », Cahiers de recherches médiévales et humanistes, 12 | 2005. [lire en ligne]
- Danièle James-Raoul, « La poétique de la lettrine dans Le Roman de Silence », Cahiers de recherches médiévales et humanistes, 12 | 2005. [lire en ligne]
- Michèle Perret, "Travesties et transsexuelles : Yde, Silence, Grisandole, Blanchandine", Romance Note (XXV, 3) 1985, pp.328-340. (Sur le langage de la différence des sexes).
- F. Regina Psaki, « Un coup de foudre », Cahiers de recherches médiévales et humanistes, 13 | 2006. [lire en ligne]
- Renee Scherer, « From Midrashim to Merlin: the "Translation" of Jewish Commentaries in Heldris de Cornuälle's Le Roman de Silence », The Delta, vol. 2, n° 1,  2007. [lire en ligne]